# Пек (река)
Вижте пояснителната страница за други значения на Пек.
Пек е река в Източна Сърбия. Дълга е 129 km и е десен приток на река Дунав. Преминава през районите Хомолие, Звижд и Браничево.

## Хидрогеографски характеристики
Водосборният басейн на Пек обема площ от 1230 km ² и принадлежи към Черноморската отточна област. Реката не е плавателна.
Пек лъкатуши, подобно на река Дунав, пресичайки веригата на Карпатско-балканските планини в района. Дебитът и е 8,5 m³ / сек, като при високи нива на Дунав водата образува обратно течение от устието на Пек в Дунав.
Районът на Пек е миннодобивен и богат на различни руди и минерали като мед, желязо, пирит, цинк, волфрам и въглища, като реката е златоносна, като златото което тя носи в малки количества е от планините около Майданпек, така че от време на време, поради медийното отразяване на това, се предизвикват своеобразни „трески за злато“ в района. Поради това, реката е наричана и Златни Пек.

## Хомолие
Пек се образува от двата си основни притока – Велики Пек и Мали Пек.
Мали Пек извира от северните склонове на планината Лишкова(ц), протичайки на югозапад през Майданпек, след което достига западната част на Хомолието, приемайки река Липа (Велики Пек) край село Дебели Луг. Измерен от извора на Липа, Пек е дълъг 129 km, собствено 110 km.
Близо до сливането на двата Пека е резервоара на Велики Затон, изкуствен воден обект, който се използва като хвостохранилище от близките мини. Високо замърсен, Велики Затон е голяма заплаха за екологията на региона и в частност за Пек.
Липа (или Велики Пек) извира от западните склонове на Велики Кръш, близо до село Липа, поради и което реката носи името си Липа. Тече на север, след което протича покрай западните части на Мали Кръш и селата Влаоле, Ясиково (където реката получава левите си притоци Ягнило и Лесково, преди да се съединят двата Пека).
Пек получава малкия си ляв приток Тодоров и Железник от дясно. Пек тече на север през Хомолието и Кучай, като покрай село Благоев камен получава десните си притоци Бродица и Комша, както и Кисела вода от ляво.

## Звижд
Преминаването на Пек през Звижд започва и завършва с дефилета. При село Речица, Пек влиза в Кучевската клисура. Тук реката получава от ляво притока Гложана, а от дясно Дайша, след което лъкатушейки обръща течението си на север и край село Нересница излиза от дефилето навлизайки в Кучевската котловина, където се намира и центъра на района – Кучево. После Пек продължава течението си на север през Каонската клисура, разположена между селата Каона и Турия, след което лакътушейки преминава покрай селата Сена, Лешница и Мишленовац, навлизайки в района на Браничево.

## Браничево
В долното си течение Пек леко прави голяма извивка на изток. Браничево е най-ниската част на долината на Пек, така че реката при пълноводие прави разливи на някои тесни места и преминава покрай много села (Зеленик, Клене, Мръчковац, Милевич, Шуваич, Долна Крушевица, Триброд, Браничево, Кусице), преди да се влее в Дунав източно от Велико Градище. В този участък Пек приема левия си приток Чешлебарска река.